# Даниела Баришич
Даниела Баришич (на хърватски: Danijela Barišić) е хърватска дипломатка.

## Биография
Тя е родена на 12 октомври 1971 година в Загреб. От 2001 до 2008 година е началник на информационния отдел в администрацията на президента Стиепан Месич.
От 2009 до 2012 година е посланичка на Хърватия в България.